# Svenja Jung
Svenja Jung (ur. 28 marca 1993 w Weroth) – niemiecka aktorka.

## Życie i kariera
Svenja Jung zdała maturę w 2012 r. i jednocześnie uczęszczała na zajęcia z aktorstwa w kolońskim Juniorhausie. Po ich ukończeniu brała udział w zdjęciach do seriali w Bayerischer Rundfunk i filmów krótkometrażowych.
Większą rozpoznawalność uzyskała dzięki głównej roli w operze mydlanej Unter Uns, w której przez rok grała rolę Lisy Brück. Później przyszły główne role w odcinkach seriali kryminalnych ZDF Heldt, Der Alte i SOKO Köln. Po wyjściu z serialu Unter uns została obsadzona przez Floriana Gottschicka w ekranizacji jego autobiograficznej powieści Fucking Berlin w roli pisarki Soni Rossi.
W 2016 r. ukazała się filmowa wersja powieści Andreasa Steinhöfela Die Mitte der Welt, w której Jung zagrała główną rolę Kat, za którą została nominowana do nagrody Förderpreis Neues Deutsches Kino jako najlepszej aktorki młodego pokolenia na Międzynarodowym Festiwalu Filmowym w Monachium. Film krótkometrażowy Darth Maul: Apprentice, w którym zagrała główną rolę uczennicy Jedi, uzyskał nagrodę Webvideopreis Deutschland 2016 w kategorii Best Video of the Year.
W filmowej wersji powieści Ostfriesenkiller w kanale ZDF Jung zagrała rolę upośledzonej umysłowo dziewczyny Sylvii Kleine u boku Christiane Paul. Za główne role w filmach Fucking Berlin, Die Mitte der Welt i Ostfriesenkiller została nominowana do nagrody New Faces Award 2017. W 2017 r. była jedną z głównych odtwórczyń w serialu Zarah – Wilde Jahre opowiadającym o latach siedemdziesiątych XX wieku.
Za rolę Marii w filmie fabularnym A Gschicht über d’Lieb została 25.01.2019 uhonorowana nagrodą dla najlepszej aktorki młodego pokolenia w Bayerischer Filmpreis 2018. W 2019 r. wystąpiła w miniserialu Zeit der Geheimnisse, kręconym dla Netflixa.
W sześcioodcinkowym serialu Pałac zagrała podwójną rolę sióstr bliźniaczek Christine Steffen i Marlene Wenninger. Premiera serialu odbyła się w grudniu 2021 r. w serwisie VOD ZDF-Mediathek, a od stycznia 2022 r. był już prezentowany w na ogólnie dostępnych kanałach.
Svenja Jung mieszka w Berlinie i studiuje europejskie medioznawstwo na wyższej szkole zawodowej w Poczdamie, Fachhochschule Potsdam.

## Filmografia (wybór)

### Kino
- 2016: Fucking Berlin
- 2016: Verrückt nach Fixi
- 2016: Die Mitte der Welt
- 2019: Electric Girl
- 2019: A Gschicht über d’Lieb
- 2019: Traumfabrik
- 2021: Fly[6]

### Telewizja
- 2013: Zwischen Kindheit und Erwachsensein
- 2014–2015: Unter Uns (serial, 250 odcinków)
- 2015: Heldt (serial, odcinek Wehrlos)
- 2016: Der Alte (serial, odcinek Paradiesvogel)
- 2017: Armans Geheimnis (serial, 13 odcinków)
- 2017: SOKO Köln (serial, odcinek Mülheimer Dämmerung)
- 2017: Ostfriesenkiller (serial)
- 2017: Kobra – oddział specjalny (serial, odcinek Freier Fall)
- 2017: Zarah – Wilde Jahre (serial, 6 odcinków)
- 2018: Letzte Spur Berlin (serial, odcinek Lebensretterin)
- 2018: Der süße Brei (film)
- 2018: Tsokos – Zersetzt (film)
- 2018: Beat (serial, 7 odcinków)
- 2018: Tatort: Wer jetzt allein ist (serial)
- 2019: Tatort: Kaputt
- 2019: Die Chefin (serial, odcinek Schöner Schein)
- 2019: Zeit der Geheimnisse (miniserial, 3 odcinki)
- 2019: Jenseits der Angst
- 2019: Unter Verdacht: Evas letzter Gang (serial)
- 2019: Ihr letzter Wille kann mich mal!
- 2020: Dark (serial, odcinek Das Paradies)
- 2020: Deutschland 83 (serial, 8 odcinków)
- 2020: Unsere wunderbaren Jahre (serial, 3 odcinki)
- 2022: Pałac (miniserial)
- 2022: Die Kaiserin (serial)[7]

### Filmy krótkometrażowe
- 2011: Stamp Amsterdam
- 2012: Der Schlüssel
- 2014: Besonders
- 2014: Sirene
- 2015: Annabelles Anker
- 2016: Darth Maul: Apprentice
- 2019: Schlaf gut, du auch
- 2020: Jung Fragil[8]

## Wyróżnienia i nominacje
- 2016: nagroda Förderpreis Neues Deutsches Kino jako najlepszej aktorki młodego pokolenia za Die Mitte der Welt (nominacja)
- 2017: nagroda New Faces Award dla najlepszej aktorki młodego pokolenia za Ostfriesenkiller, Die Mitte der Welt i Fucking Berlin (nominacja)
- 2018: nagroda new stars@deutscher filmball dla najlepszej aktorki młodego pokolenia za Ostfriesenkiller, Die Mitte der Welt i Fucking Berlin (nominacja)
- 2019: nagroda Bayerischer Filmpreis dla najlepszej aktorki młodego pokolenia za A Gschicht über d’Lieb
- 2022: nagroda Goldene Henne w kategorii aktorstwo[9][8]